# Gunnar Hansen
Gunnar Hansen (ur. 4 marca 1947 w Rejkjawiku; zm. 7 listopada 2015 w Northeast Harbor) – amerykański aktor filmowy pochodzenia islandzkiego; także pisarz.
Aktor przeszedł do historii kina rolą psychopatycznego mordercy noszącego na twarzy maskę z ludzkiej skóry, Leatherface'a (Skórzana twarz) w kultowym już dziś horrorze Tobe'a Hoopera Teksańska masakra piłą mechaniczną (1974). Hansen odmówił powtórzenia tej roli zarówno w kontynuacji filmu z 1986 pt. Teksańska masakra piłą mechaniczną 2 jak i w jego remakeu z 2003.
Pochodził z Islandii, jednak gdy miał 5 lat jego rodzina wyemigrowała do Stanów Zjednoczonych. Początkowo mieszkał w stanie Maine, później rodzina przeniosła się do Teksasu. Uczęszczał do Austin High School w Austin. Był absolwentem Uniwersytetu Teksańskiego. Po sukcesie Teksańskiej masakry piłą mechaniczną zagrał w jeszcze jednym filmie po czym na kilkanaście lat porzucił aktorstwo i zaczął pisać. W tym czasie odrzucił m.in. rolę w horrorze Wesa Cravena Wzgórza mają oczy (1977). Do aktorstwa powrócił pod koniec lat 80.; od tego czasu pojawił się w ok. 20 produkcjach filmowych. Jest autorem kilku książek z zakresu literatury faktu.
Zmarł na raka trzustki w wieku 68 lat.

## Wybrana filmografia
- Teksańska masakra piłą mechaniczną (1974) jako Leatherface
- Hollywoodzkie dziwki uzbrojone w piły łańcuchowe (1988) jako mistrz
- Komary (1995) jako Earl
- Mord w kawałkach (2004) jako nazistowski mechanik
- Islandzka masakra harpunem wielorybniczym (2009) jako kapitan Pétur
- Piła mechaniczna 3D (2013) jako szef Sawyera